# 엘함마

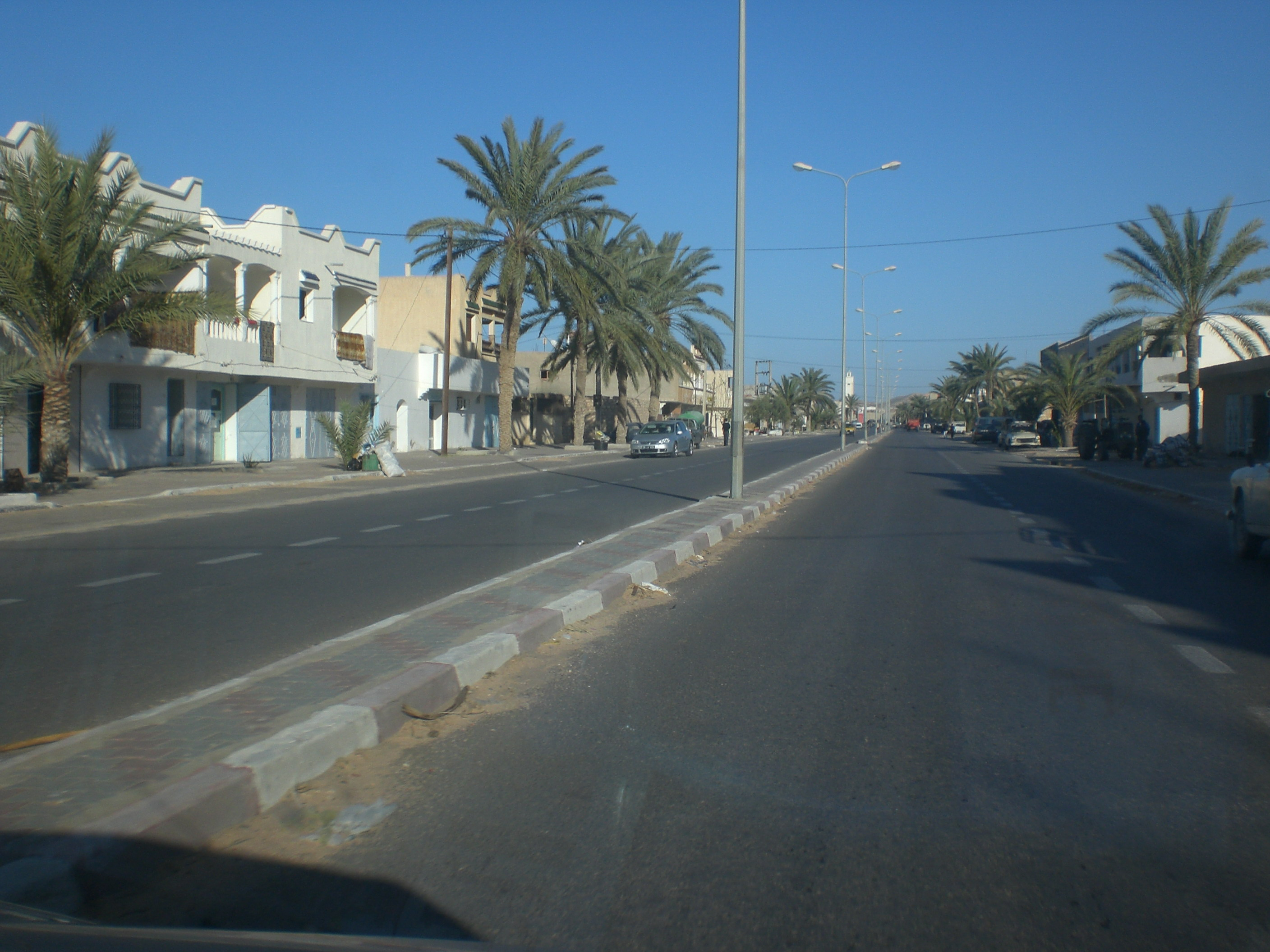
엘함마

엘함마(영어: El Hamma, 아랍어: الحامة)는 튀니지 가베스 주에 있는 오아시스 도시이다. 인구는 34,835명(2004년)이다.